# Puèjaudièr
Puèjaudièr (en francès Péchaudier) és un municipi francès situat al departament del Tarn i a la regió d'Occitània.

## Demografia
| 1962                                       | 1968 | 1975 | 1982 | 1990 | 1999 | 2006 |
| ------------------------------------------ | ---- | ---- | ---- | ---- | ---- | ---- |
| 181                                        | 193  | 168  | 170  | 164  | 185  | 191  |
| Des de 1962: població sense dobles comptes |      |      |      |      |      |      |

## Administració
| Període   | Identitat     | Partit |
| --------- | ------------- | ------ |
| 2001-2008 | Aimé Bousquet |        |
| 2008-     | Alain Gironis |        |